# Raiffeisen Grand Prix
Le Raiffeisen Grand Prix (officiellement Internationale Raiffeisen Grand Prix Gratwein-Straßengel) est une course cycliste autrichienne disputée à Judendorf-Strassengel, en Styrie. Créé en 1996, il est organisé par le club cycliste (Radklub) de Judendorf-Straßengel et succède au Straßengler Radsporttag (1988-1995) et au Rundstreckenrennen Judendorf-Straßengel (1986-1987), également organisés par le club. Il n'a pas eu lieu en 2003 et 2007, en raison de l'organisation des championnats d'Autriche sur son parcours. Le Raiffeisen Grand Prix fait partie de l'UCI Europe Tour de 2005 à 2015, en catégorie 1.2. L'édition 2016 est officiellement la 18e de la course.

## Palmarès
| Année                                   | Vainqueur             | Deuxième              | Troisième             |
| Rundstreckenrennen Judendorf-Straßengel |                       |                       |                       |
| --------------------------------------- | --------------------- | --------------------- | --------------------- |
| 1986                                    | Karl Heinz Pils       | Hermann Mandler       | Bronko Bojanz         |
| 1987                                    | Hans Lienhart         | Ekkhard Dörschlag     | Harald Wisiak         |
| Straßenengler Radsporttag               |                       |                       |                       |
| 1988                                    | Heinz Marchel         | Nikolaus Fedl         | Eduard Rathkolb       |
| 1989                                    | Klaus Kabasser        | Markus Kremser        | Bernhard Wippel       |
| 1990                                    | Harald Maier          | Alois Pfleger         | Peter Lammer          |
| 1991                                    | Alois Pfleger         | Harald Maier          | Peter Lammer          |
| 1992                                    | Wolfgang Fasching     | Christoph Demel       | Bolan Eberl           |
| 1993                                    | Non-disputé           | Non-disputé           | Non-disputé           |
| 1994                                    | Richard Schmied       | Alvin Kern            | Naclov Toman          |
| 1995                                    | Thomas Kreidl         | Peter Wrolich         | Mathias Buxhofer      |
| Raiffeisen Grand Prix                   |                       |                       |                       |
| 1996                                    | Luca Sironi           | Riccardo Ferrari      | Simone Simonetti      |
| 1997                                    | Simone Simonetti      | Bernhard Gugganig     | René Haselbacher      |
| 1998                                    | Igor Kranjec          | Michele Bedin         | Peter Wrolich         |
| 1999                                    | Igor Kranjec          | Jan Bratkowski        | Werner Faltheiner     |
| 2000                                    | Josef Lontscharitsch  | Sasa Sviben           | Pietro Zucconi        |
| 2001                                    | Jan Bratkowski        | Ralf Scherzer         | Franz Stocher         |
| 2002                                    | Boštjan Mervar        | Samuel Faruhn         | Ralf Scherzer         |
| 2003                                    | Georg Totschnig       | René Haselbacher      | Andreas Matzbacher    |
| 2004                                    | Andreas Matzbacher    | Christian Pfannberger | Stefan Rucker         |
| 2005                                    | Krzysztof Ciesielski  | Maurizio Vandelli     | Massimiliano Martella |
| 2006                                    | Mitja Mahorič         | Francesco Ginanni     | Werner Riebenbauer    |
| 2007                                    | Christian Pfannberger | Markus Eibegger       | Thomas Rohregger      |
| 2008                                    | Matej Stare           | Jan Barta             | Josef Benetseder      |
| 2009                                    | Markus Eibegger       | Martin Riska          | Christoph Sokoll      |
| 2010                                    | Matthias Brändle      | Markus Eibegger       | Stanislav Kozubek     |
| 2011                                    | Tomislav Dančulović   | Blaž Furdi            | Radoslav Rogina       |
| 2012                                    | Non-disputé           | Non-disputé           | Non-disputé           |
| 2013                                    | Riccardo Zoidl        | Radoslav Rogina       | Patrik Sinkewitz      |
| 2014                                    | Radoslav Rogina       | Patrick Konrad        | Markus Eibegger       |
| 2015                                    | Gregor Mühlberger     | Andi Bajc             | Florian Bissinger     |
| 2016                                    | Riccardo Zoidl        | Patrick Schelling     | James McLaughlin      |
| 2017                                    | Adam De Vos           | Tadej Pogačar         | Patrick Gamper        |
| 2018                                    | Maciej Paterski       | Riccardo Zoidl        | Georg Zimmermann      |
| 2019                                    | Maciej Paterski       | Colin Stüssi          | Patrick Schelling     |